# Thandi Modise
Thandi Modise (sinh ngày 25 tháng 12 năm 1959, Vryburg)  là một nữ chính trị gia Nam Phi, hiện đang là Chủ tịch Quốc hội Nam Phi. Bà từng là chủ tịch của Hội đồng quốc gia các tỉnh  từ 2014 đến 2019.
Thandi Modise rời Nam Phi vào năm 1976 để tham gia Đại hội Dân tộc Phi và được đào tạo tại Angola. Thandi Modise trở lại Nam Phi vào năm 1978 với tư cách là một thành viên của  Umkhonto weSizwe. Thandi Modise bị bắt và bỏ tù năm 1979, trở thành người phụ nữ đầu tiên ở Nam Phi bị bỏ tù vì các hoạt động MK.
Thandi Modise từng là Thủ tướng của Tây Bắc từ ngày 19 tháng 11 năm 2010 đến ngày 21 tháng 5 năm 2014, khi cô được thay thế bởi Supra Mahumapelo, cũng từ ANC, sau cuộc tổng tuyển cử năm 2014.

## Cáo buộc tàn ác với động vật
Vào tháng 7 năm 2014, NSPCA đã phát hiện ra một số động vật chết, bao gồm gà, lợn, dê và ngỗng, trong một trang trại thuộc sở hữu của Modise ở Modderfontein, bên ngoài Potchefstroom ở tỉnh Tây Bắc. Rõ ràng là những con vật đã không có thức ăn và nước uống trong hơn một tuần, và 85 con lợn còn lại trong trang trại đã phải dùng đến việc ăn thịt 58 con lợn chết. Không có công nhân có mặt trên tài sản. Cảnh sát Tây Bắc đã xác nhận vào ngày 7 tháng 7 rằng cô sẽ đối mặt với cáo buộc tàn ác động vật vi phạm Đạo luật Bảo vệ Động vật. Thandi Modise đã trả lời các yêu sách bằng cách tuyên bố rằng cô đang "học"  cách canh tác, và rằng cô đã bổ nhiệm một người quản lý trang trại, nhưng anh đã từ bỏ nhiệm vụ của mình để tham gia vào một vấn đề gia đình. Khoảng bốn tháng sau, có thông báo rằng các điều kiện trong trang trại đã được cải thiện, rằng gia súc của Modise đã nhận được đủ thức ăn và ở trong "điều kiện chấp nhận được".